# Peribaea suspecta
Peribaea suspecta är en tvåvingeart som först beskrevs av Malloch 1924.  Peribaea suspecta ingår i släktet Peribaea och familjen parasitflugor. Inga underarter finns listade i Catalogue of Life.